# Dolichopetalum kwangsiense
Dolichopetalum kwangsiense är en oleanderväxtart som beskrevs av Ying Tsiang. Dolichopetalum kwangsiense ingår i släktet Dolichopetalum och familjen oleanderväxter. Inga underarter finns listade i Catalogue of Life.